# Nantis indefessus
Nantis indefessus är en fiskart som först beskrevs av Mirande, Aguilera och Maria De Las Mercedes Azpelicueta 2004.  Nantis indefessus ingår i släktet Nantis och familjen Characidae. Inga underarter finns listade i Catalogue of Life.